# Yonathan Del Valle
Pour les articles homonymes, voir Del Valle.
Yonathan Alexander Del Valle Rodríguez, né le 28 mai 1990 à Guacara, est un footballeur international vénézuélien. Il évolue au poste d'ailier à Ümraniyespor.

## Biographie
Yonathan Del Valle commence sa carrière à l'Unión Atlético Maracaibo avant de rejoindre en 2008 le Deportivo Táchira. Deuxième du championnat en 2010, le club remporte le titre l'année suivante. Del Valle rejoint alors l'Europe et signe un contrat pour quatre années avec l'AJ Auxerre. Cantonné en équipe réserve, Del Valle est prêté à Paços de Ferreira en janvier 2012. Mais le prêt est invalidé par la Fédération portugaise de football : un joueur ne peut pas connaître trois clubs au cours d’une même saison et Del Valle avait pris part à deux matches de la saison 2011-2012 avec le Deportivo Táchira FC. 
Lors de la saison 2012-2013, il est prêté au club portugais de Rio Ave. À l'issue de ce prêt, il est transféré définitivement à Rio Ave.

## Statistiques
| Club                  | Saison                | Championnat | Championnat | Coupe(s) nationale(s) | Coupe(s) nationale(s) | Compétition(s) continentale(s) | Compétition(s) continentale(s) | Total   | Total |
| Club                  | Saison                | Matches     | Buts        | Matches               | Buts                  | Matches                        | Buts                           | Matches | Buts  |
| --------------------- | --------------------- | ----------- | ----------- | --------------------- | --------------------- | ------------------------------ | ------------------------------ | ------- | ----- |
| Maracaibo             | 2007–08               | 11          | 0           |                       |                       | 1                              | 0                              | 12      | 0     |
| Maracaibo             | Total                 | 11          | 0           |                       |                       | 1                              | 0                              | 12      | 0     |
| Deportivo Táchira     | 2008–09               | 14          | 0           |                       |                       | 2                              | 1                              | 16      | 1     |
| Deportivo Táchira     | 2009–10               | 14          | 3           |                       |                       | 0                              | 0                              | 14      | 3     |
| Deportivo Táchira     | 2010–11               | 19          | 2           |                       |                       | 5                              | 0                              | 24      | 2     |
| Deportivo Táchira     | Total                 | 47          | 5           |                       |                       | 7                              | 1                              | 54      | 6     |
| Auxerre               | 2011–12               | 0           | 0           | 0                     | 0                     | 0                              | 0                              | 0       | 0     |
| Auxerre               | Total                 | 0           | 0           | 0                     | 0                     | 0                              | 0                              | 0       | 0     |
| Total sur la carrière | Total sur la carrière | 58          | 5           | 0                     | 0                     | 8                              | 1                              | 66      | 6     |

## Palmarès
- Championnat du Venezuela
  - Vainqueur : 2011